# واولسباخ
واولسباخ (به آلمانی: Ravelsbach) یک منطقهٔ مسکونی در اتریش است که در ناحیه هولابرون واقع شده‌است. واولسباخ ۱٬۸۰۳ نفر جمعیت دارد.